# Melissa Courtney-Bryant
Melissa Courtney, da coniugata Courtney-Bryant (Poole, 30 agosto 1993), è una mezzofondista britannica.

## Palmarès
| Anno                                  | Manifestazione          | Sede       | Evento          | Risultato | Prestazione | Note                          |
| ------------------------------------- | ----------------------- | ---------- | --------------- | --------- | ----------- | ----------------------------- |
| In rappresentanza della Gran Bretagna |                         |            |                 |           |             |                               |
| 2015                                  | Europei under 23        | Tallinn    | 1500 m piani    | 10ª       | 4'17"49     |                               |
| 2016                                  | Europei                 | Amsterdam  | 1500 m piani    | Batteria  | 4'18"74     |                               |
| 2017                                  | Universiadi             | Taipei     | 1500 m piani    | 5ª        | 4'21"14     |                               |
| 2017                                  | Europei di cross        | Šamorín    | Staffetta mista | Oro       | 18'24"      |                               |
| 2018                                  | Europei                 | Berlino    | 5000 m piani    | 5ª        | 15'04"75    | Miglior prestazione personale |
| 2019                                  | Europei indoor          | Glasgow    | 3000 m piani    | Bronzo    | 8'38"22     | Miglior prestazione personale |
| 2022                                  | Mondiali                | Eugene     | 1500 m piani    | Batteria  | 4'09"07     |                               |
| 2022                                  | Europei                 | Monaco     | 1500 m piani    | Batteria  | 4'09"11     |                               |
| 2023                                  | Europei indoor          | Istanbul   | 3000 m piani    | Bronzo    | 8'41"19     |                               |
| 2023                                  | Mondiali                | Budapest   | 1500 m piani    | 12ª       | 4'03"31     |                               |
| 2025                                  | Europei indoor          | Apeldoorn  | 3000 m piani    | Argento   | 8'52"92     |                               |
| In rappresentanza del Galles          |                         |            |                 |           |             |                               |
| 2018                                  | Giochi del Commonwealth | Gold Coast | 1500 m piani    | Bronzo    | 4'03"44     | Miglior prestazione personale |
| 2018                                  | Giochi del Commonwealth | Gold Coast | 5000 m piani    | 9ª        | 15'46"60    |                               |
| 2022                                  | Giochi del Commonwealth | Birmingham | 1500 m piani    | 10ª       | 4'10"86     |                               |

## Campionati nazionali
2018
- Argento ai campionati britannici, 5000 m piani - 16'07"59

2019
- Argento ai campionati britannici indoor, 3000 m piani - 8'50"61

2020
- Oro ai campionati britannici indoor, 3000 m piani - 9'48"54

2022
- Argento ai campionati britannici, 1500 m piani - 4'17"72

2023
- Oro ai campionati britannici indoor, 3000 m piani - 8'50"76

## Altre competizioni internazionali
2017
- 8ª ai London Anniversary Games ( Londra), miglio - 4'23"15

2018
- 5ª al British Grand Prix ( Birmingham), 3000 m piani - 8'39"20
- 5ª ai London Anniversary Games ( Londra), 3000 m piani - 8'46"33
- 10ª all'Athletissima ( Losanna), 1500 m piani - 4'06"27

2019
- 8ª al DN Galan ( Stoccolma), 5000 m piani - 14'53"82
- 12ª all'Herculis ( Monaco), miglio - 4'27"76

2020
- Bronzo al DN Galan ( Stoccolma), 1500 m piani - 4'01"81
- 4ª all'ISTAF Berlin ( Berlino), 1500 m piani - 4'02"34

2023
- 7ª all'Herculis ( Monaco), miglio - 4'16"38

2024
- Argento all'Herculis ( Monaco), 2000 m piani - 5'26"08